# Wilhelm Julius Coyet
Wilhelm Julius Coyet, född 1647, död 1709, var en svensk friherre och ämbetsman. Han var son till Peter Julius Coyet och far till Gustaf Wilhelm Coyet och Sten Coyet.
Coyet förordnades 1676 att ha hand om undersökningarna rörande trolldomsväsendet (han satt i trolldomskommissionen under Häxprocessen i Katarina) och blev 1682 svenskt sändebud i Danmark. Han innehade därefter flera olika högre domarämbeten och blev 1705 hovkansler. Coyet ansågs vara en lärd och i statssaker förfaren man, och ägde en stor förmögenhet. Han gjorde Trolle Ljungby slott till fideikommiss inom sin ätt.